# Offiziershochschulen der DDR

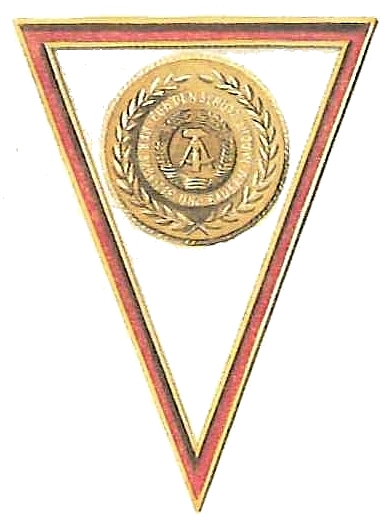
Absolventenabzeichen der „Militärakademie Friedrich Engels“ in Dresden

Offiziershochschulen der DDR (OHS der DDR) waren militärische Lehreinrichtungen der bewaffneten Organe der DDR mit Hochschulstatus. Sie dienten der Ausbildung von Offizieren im Dienstverhältnis Berufssoldat oder Offizier auf Zeit. Die Studenten waren Offiziersschüler (OS) und trugen die entsprechenden OS-Dienstgrade.
Neben Bürgern der DDR stand diese Ausbildung auch Bürgern anderer Staaten offen.

## Zielsetzung und Studiendauer

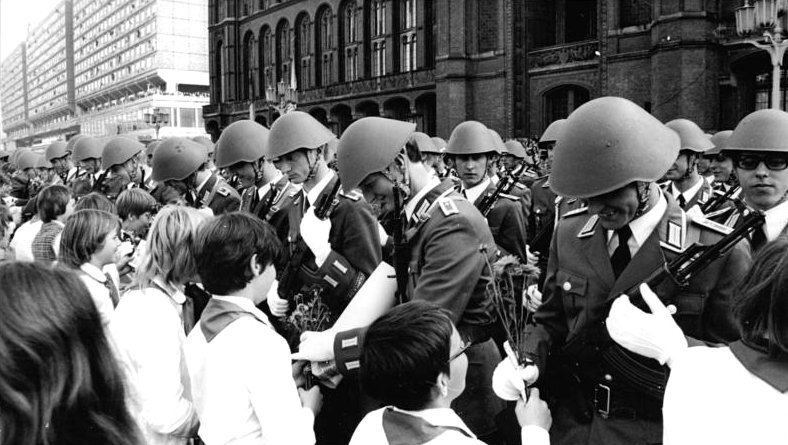
Offiziersschüler der OHS der Grenztruppen erhalten Blumen durch Pioniere nach der Militärparade in Berlin.

Die Ausbildung der Offiziere der Kasernierten Einheiten des Ministeriums des Innern und ab 1956 der NVA erfolgten anfangs in einem dreijährigen und ab 1983 in einem vierjährigen Studium. Sie wurden ausgebildet bis zur Dienststellung Kompaniechef/Batteriechef und nach einer Einweisung in die Gefechtsführung als Bataillonskommandeur/Abteilungskommandeur.
Im Rahmen der militärischen Ausbildung wurden über alle Studienjahre hinweg Alarmierungsübungen, Märsche, Schießübungen, Feldlager absolviert.
Im zweiten Studienjahr erfolgte ein Einsatz als Zugführer in den Lagern für Wehrausbildung. Aus diesem Studienjahr wurden in der Regel auch die Marschformationen der Offiziershochschulen der NVA für die zur Militärparade am 7. Oktober, dem Tag der Republik, in Berlin formiert.
Im dritten Studienjahr wurde ein Truppenpraktikum als Zugführer durchgeführt. In der Regel übernahmen die dritten oder vierten Studienjahre sektionsintern auch die Grundausbildung der neu einberufenen Offiziersschüler.
Nach bestandenem Diplomverfahren  (diese ab 1983, nach Verleihung des Diplomierungsrechtes an die OHS durch den Minister für Hoch- und Fachschulwesen der DDR) und der Abschlussprüfung erfolgte die Ernennung zum Leutnant. Danach begann  der Truppendienst, in der Regel in einer Zugführerverwendung.
Für interessierte Wehrpflichtige bestand nach Ableistung des Grundwehrdienstes die Möglichkeit zur Ausbildung als Reserveoffiziersanwärter. Nach Ableistung der erforderlichen Lehrgänge und Prüfungen erfolgte die Ernennung zum Unterleutnant. Mitte der 1970er Jahre wurden in einem Studienjahr für eine dreijährige Gesamtdienstzeit Offiziere auf Zeit ausgebildet.
Nach mindestens dreijährigem Truppendienst wurden besonders befähigte und kaderpolitisch akzeptierte Offiziere für das Studium an der Militärakademie „Friedrich Engels“, der Militärpolitischen Hochschule Wilhelm Pieck oder einer der sowjetischen Militärakademien ausgewählt. Dort erfolgte die Ausbildung für weitere Kommandeursverwendungen oder für herausgehobene Dienstposten in den Kommandos der Teilstreitkräfte bis hin zum Ministerium für Nationale Verteidigung. Wegen der grundsätzlich unterschiedlichen militärpolitischen Ausrichtung der Offiziersausbildung sind keine seriösen Vergleiche, etwa zwischen Bundeswehr und NVA oder zwischen anderen Armeen des Warschauer Vertrages und der NATO möglich.

## Militärischer Bereich
Die Offiziershochschulen wurden in der Regel durch einen Kommandeur im Generals- oder Admiralsrang (ab Hochschulstatus Generalmajor), der über einen eigenen Stab verfügte, geführt.
Dem Kommandeur waren unmittelbar unterstellt
- Sekretariat / Leitungsbereich wissenschaftlicher Sekretär
  - Offizier Analyse und Kontrolle
  - Sekretärin
- Stellvertreter des Kommandeurs für politische Arbeit (StKPA)
- Stellvertreter des Kommandeurs und Stabschef (StKSC) mit
  - Offizier Kader,
  - Offizier Finanzen,
  - Offizier Organisation und Auffüllung (OrgAuffüllung)
- Stellvertreter des Kommandeurs Ausbildung / Forschung (StKA/F)
- Stellvertreter des Kommandeurs Einheiten / Lehrgänge (StKE/L)
- Stellvertreter des Kommandeurs Operativ (STKOp)
- Stellvertreter des Kommandeurs Versorgung (StKV)
- mittelbar die Diensteinheit der Verwaltung 2000 mit Zuständigkeit für die betreffende OHS

Organisation
Die Militärstudenten führten Offiziersschülerdienstgrade und waren in Kompanien / Batterien, Zügen und Gruppen militärisch gegliedert. Der Kompaniechef / Batteriechef war ein Offizier der Dienstgradgruppe der Stabsoffiziere bis Oberstleutnant/Fregattenkapitän und trug die Funktionsbezeichnung Lehrgruppenleiter/Kompaniechef (LGL/KC) bzw. Lehrgruppenleiter/Batteriechef (LGL/BC).
Die Zugführer, zugleich Fachlehrer, waren ebenfalls Offiziere bis zum Dienstgrad Major/Korvettenkapitän. Bereits zum Studienbeginn fungierten Offiziersschüler als stellvertretender Zugführer (StZF) und als Gruppenführer (GF). Dies war an einem zusätzlichen gelben Streifen (für StZF) bzw. roten Streifen (für GF) auf den Schulterstücken der Dienstuniform ersichtlich. Mit Beginn des vierten Studienjahrs entfielen die bis dahin etatmäßigen Zugführer mit Offiziersrang.
In jeder Kompanie gab es einen Kompaniefeldwebel, der umgangssprachlich auch als Spieß bezeichnet wurde.
Unterbringung
Die Militärstudenten waren in der Regel kaserniert untergebracht. Ausgang, Urlaub und das Tragen ziviler Kleidung bedurften der Genehmigung der Disziplinarvorgesetzten und wurde mit zunehmender Studiendauer großzügiger gewährt. Im vierten Studienjahr war die Unterbringung außerhalb der Kaserne möglich und es wurde ständige Zivilerlaubnis gewährt.

## Geschichte

### Bildung zentraler Offiziersschulen
Vor 1963 gab es eine Vielzahl verschiedener Offiziersschulen der einzelnen Truppengattungen und Dienstteilbereiche der NVA. Mit Herausbildung der Teilstreitkräfte und der Übernahme der Führungskompetenzen für Offiziersschulen standen erste Veränderungen an. So entschied die Führung der NVA die Konzentration der Ausbildung auf wenige Standorte durch Schaffung von Offiziershochschulen der Landstreitkräfte, Luftstreitkräfte, Volksmarine und der Grenztruppe bis 30. November 1963.
Die Ausbildung an den neuen zentralen Offiziersschulen begann am 2. Dezember 1963 und dauerte allgemein drei Jahre. Sie endete mit der Ernennung zum ersten Offiziersdienstgrad, damals Unterleutnant, und der Funktionsbezeichnung Techniker Zugführer. Für die jahrgangsbesten Absolventen war die Ernennung unmittelbar mit der Beförderung zum nächsten Offiziersdienstgrad, zu dieser Zeit Leutnant, und der Auszeichnung mit dem Ehrendolch des Ministers für Nationale Verteidigung „mit Gravur“ verbunden.
Lediglich die Ausbildung der Piloten zum „Flugzeugführer-Ingenieur“, die Fernmeldeausbildung zum „Nachrichtenbetriebsingenieur“ und die Ausbildung der Marineoffiziere erfolgten damals schon in einem 4-Jahres-Studium. Für Studiengänge von Soldaten, wie im Sanitätsdienst, an zivilen Hochschulen und Universitäten galten Sonderregelungen.

### Studienzulassung
Für den Zugang zu den Offiziersschulen und späteren Offiziershochschulen war die allgemeine Hochschulreife zwingend erforderlich. Ob das Abitur an einer Erweiterten Oberschule oder auf dem zweiten Bildungsweg abgelegt wurde, war unerheblich. So bestand beispielsweise für befähigte Berufssoldaten die Möglichkeit, das Fachabitur/Teilabitur am Institut für Sprachausbildung in Naumburg abzulegen.

### Indoktrination, Wettbewerb und Auszeichnungen
Wie in der DDR allgemein üblich nahmen die Offiziershochschulen ebenfalls am sogenannten sozialistischen Wettbewerb teil. Dabei strebten die Offiziersschüler individuell den Erwerb der Soldatenauszeichnungen, wie Bestenabzeichen, Schützenschnur, Militärsportabzeichen, Kampfsportnadel, Klassifizierungsabzeichen und Leistungsabzeichen,  an.
Neben der gesellschaftswissenschaftlichen Ausbildung waren die Offiziersschüler in aller Regel Mitglied der ASV, FDJ und der SED (hier zumindest Kandidat), in Ausnahmefällen Mitglied einer Blockpartei oder parteilos. Dies diente vornehmlich der parteipolitischen Bildung und Erziehung sowie der Vorbereitung auf den Truppendienst.
Dazu bildeten die Schüler-Kompanien Parteigruppen der SED, unter Schirmherrschaft der Grundorganisation (GO) der jeweiligen Sektion und der übergeordneten Zentralen Parteileitung (ZPL) der Offiziershochschule. Zudem bildeten die Schüler-Züge FDJ-Gruppen, die vom FDJ-Sekretär der Kompanie angeleitet wurden.
Die Funktionsträger in den Schülerkompanien wurden gewählt und übten die Tätigkeit als FDJ-Sekretär oder Parteisekretär durchweg ehrenamtlich aus, dies war beurteilungsrelevant und konnte karriereförderlich sein. Angeleitet für ihre politische Tätigkeit wurden diese Funktionsträger nach dem Vorbild der Sowjetarmee von eigens ausgebildeten Politoffizieren.

### Hochschulstatus
1971 erhielten die Offiziersschulen den Hochschulstatus. Die Absolventen wurden nunmehr nach Abschluss der Ausbildung zum Leutnant ernannt und durften die Berufsbezeichnungen „Hochschulingenieur“ oder „Hochschulökonom“ führen. Das Diplomrecht wurde den Offiziershochschulen Anfang 1982 übertragen. Die Studienzeit betrug damit durchgängig vier Jahre.
Die Diplom-Absolventen der militärischen Offiziershochschulen, mit Studienbeginn ab 1983, erhielten dreieckige, weiße Absolventenabzeichen.
Offiziere, die vor ihrem Eintritt in die NVA für spezielle Verwendungen ein ziviles Studium an einer zivilen Universität oder Hochschule absolviert hatten, erhielten dreieckige, farblich nach Fachrichtung unterschiedliche Absolventenabzeichen.
Ab 1984 wurden weibliche Offiziere an den Offiziershochschulen ausgebildet.

### Dienstgradabzeichen
Das S im Dienstgradabzeichen stand für Schüler, ähnlich dem K im Schulterstück der ehemaligen Kadettenschule in Naumburg (Saale) oder dem K für Kursant an den sowjetischen Offiziersschulen.
- 1 Balken    = 1. Studienjahr
- 2 Balken    = 2. Studienjahr
- 3 Balken    = 3. Studienjahr
- 4 Balken    = 4. Studienjahr sowie Offizierslehrgänge der Absolventen ziviler Universitäten / Hochschulen
- 5 Balken    = 5. Studienjahr, nur Offz.-Schüler im Studium an sowjetischen Militärhochschulen und Medizinstudierende
- 6 Balken    = 6. Studienjahr, nur Offz.-Schüler im Medizinstudium z. B. an der Militärmedizinischen Sektion an der Universität Greifswald

Anmerkung:
- ohne Balken = Offz.-Schüler während der Ausbildung zur Erlangung der Hochschulreife, auch Teil- oder Fachabitur; oder in der einjährigen Berufsausbildung
- Winkel im Ärmelabzeichen = Offz.-Schüler der Volksmarine analog zur Anzahl der Balken auf den Schulterklappen

### Übersicht über die Offiziershochschulen der DDR

#### Nationale Volksarmee
- Offiziershochschule der Landstreitkräfte „Ernst Thälmann“  in Löbau und Zittau
- Offiziershochschule der Luftstreitkräfte/Luftverteidigung für Militärflieger „Otto Lilienthal“ in Bautzen
- Offiziershochschule der Luftstreitkräfte/Luftverteidigung „Franz Mehring“ in Kamenz
- Offiziershochschule der Volksmarine „Karl Liebknecht“ in Stralsund
- Offiziershochschule der Grenztruppen der DDR „Rosa Luxemburg“ in Plauen, ab 1984 in Suhl
- Offiziershochschule für ausländische Militärkader „Otto Winzer“ in Prora (Lehr- und Ausbildungsbasis für ausländische Militärkader; 1981–1990)
- Institut der Zivilverteidigung der DDR in Beeskow (1967, ab 1979 Hochschulstatus)

#### Ministerium des Innern
- Offiziershochschule des Ministeriums des Innern „Artur Becker“ – Bereitschaften in Dresden

#### Ministerium für Staatssicherheit
- Hochschule des Ministeriums für Staatssicherheit in Potsdam

## Zivile Hochschulen
Humboldt-Universität zu Berlin
An der Sektion Wirtschaftswissenschaften wurden Zivilstudenten für den späteren Einsatz als Finanzoffiziere der verschiedenen bewaffneten Organe der DDR ausgebildet, die erst nach Abschluss des regulären Diplomverfahrens in ihre künftige Einsatzorganisation (z. B. Nationale Volksarmee) eintraten und z. B. als künftige NVA-Offiziere nach einer mehrmonatigen speziellen Ausbildung an der Offiziershochschule der Landstreitkräfte zum Leutnant ernannt und in ihre ersten Verwendungen versetzt wurden. Sie trugen goldfarbene Absolventenabzeichen.
Hochschule für Verkehrswesen
An der Sektion Militärtransportwesen der Hochschule für Verkehrswesen in Dresden wurden Angehörige der  bewaffneten Organe zum Diplomingenieur ausgebildet. Sie trugen blaue Absolventenabzeichen.
Ingenieurhochschule/Hochschule für Bauwesen Cottbus
An der Ingenieurhochschule/Hochschule für Bauwesen Cottbus wurden an der Sektion Militärbauwesen Angehörige der  bewaffneten Organe zum Diplombauingenieur ausgebildet. Sie trugen danach die gelben  Absolventenabzeichen  und begannen zumeist als Zugführer in einer Ingenieurbaukompanie. Sie konnten auch in die Zivilverteidigung der DDR versetzt oder in das zentrale Entwurfs- und Konstruktionsbüro Berlin abkommandiert werden.
Medizinstudium
Die Ausbildung von Sanitätsoffizieren in den Bereichen Medizin, Zahnmedizin und Pharmazie erfolgte
- ab 1955 an der Militärmedizinischen Sektion der Universität Greifswald und/oder
- ab 1981 auch an der Militärmedizinischen Akademie Bad Saarow.

Die Absolventen der Uni Greifswald trugen grüne Absolventenabzeichen.
Sport, Sprachmittler, seltene Fachgebiete
Künftige Sportoffiziere der bewaffneten Organe wurden als Zivilstudenten an der DHfK Leipzig ausgebildet. Das Gleiche geschah mit künftigen Militärsprachmittlern (Dolmetscher) an verschiedenen Hochschulen (je nachdem wo welche Sprache gelehrt wurde) und mit besonderen Berufsrichtungen, in denen nicht regelmäßig zusätzliche Fachkräfte benötigt wurden (z. B. Geodäten (Luftbildfachleute / Vermessungsingenieure), Meteorologen). Sie trugen goldfarbene Absolventenabzeichen.

## Ausbildung für Stabs- und Spitzenverwendungen
Die Aus-, Weiter- und Fortbildung von Offizieren der NVA, des MfS, MdI und der Zivilverteidigung für Stabs- und Führungsverwendungen ab Regiment aufwärts bis hin zu ministeriellen Spitzendienstposten erfolgte an der Militärakademie „Friedrich Engels“ in Dresden oder einer (s. o.) Militärakademie der Sowjetarmee.
Die Ausbildung von Aufklärungsoffizieren der NVA erfolgte vorwiegend am Militärwissenschaftlichen Institut (MWI) in Klietz.

## Ausbildung für Politoffiziere
Die Aus-, Weiter- und Fortbildung von Politoffizieren der NVA, des MfS, MdI und der Zivilverteidigung sowie spezielle Kurse für Spitzendienststellungen und Generäle in Führungsverwendungen erfolgte an der Militärpolitische Hochschule „Wilhelm Pieck“ der NVA in Berlin-Grünau.

## Abschlüsse und Anerkennung
Das Studium endete je nach Wehrdienstverhältnis und Studienbeginn nicht zwingend (s. o.) mit der Diplomverleihung und der feierlichen Ernennung zum Offizier: Je nach Studiendauer als Leutnant oder Oberleutnant und der Versetzung in Truppenteile und Einheiten der NVA bzw. anderer bewaffneter Organe der DDR.
Die an den Offiziershochschulen abgelegten Sprachkundigenprüfungen 1B in der russischen Sprache sind dem SLP „Russische 1111“ in NATO und Bundeswehr vergleichbar.
Der Abschluss Diplom- ... für ...(Fachrichtung) an DDR Offiziershochschulen, medizinischen Hochschulen, der Militärakademie Friedrich Engels oder sowjetischen militärischen Hochschulen oder Militärakademien wird in der Bundesrepublik allgemein anerkannt, wenn Studieninhalte, Schwerpunkte und die Diplomarbeit technischer oder wissenschaftlicher Art waren. Das gilt auch für Diplome in russischer Sprache mit beglaubigter Übersetzung des Studiennachweises (Originalbezeichnung russisch выписка из зачётной ведомости/ Transkription:  wypiska is satschotnoj wedomosti).

## Besonderheiten

### Offiziershochschulen der Sowjetunion
Offiziersschüler der NVA konnten bei Bedarf auch zum Studium an eine Offiziershochschule der Sowjetunion delegiert werden, wie an die Kaspische Rotbanner-Offiziershochschule der Seestreitkräfte S.M. Kirow in Baku, an der bis Oktober 1990 etwa 300 Marineoffiziere ausgebildet wurden. Die Studiendauer betrug in der Regel fünf oder sechs Jahre inklusive eines einjährigen Sprachvorbereitungskurses.
Die sowjetischen Offizieranwärter an diesen Offiziershochschulen trugen die Amtsbezeichnung Kursant. Die Bezeichnung wird bis in die Gegenwart beibehalten.

### Offiziershochschulen anderer Streitkräfte des Warschauer Pakts
Auch in einigen anderen Teilnehmerstaaten des Warschauer Pakts wurden an Absolventen der Offiziershochschulen nach erfolgreichem Studienabschluss Absolventenabzeichen verliehen, wie in Polen.
Siehe dazu